# سنقر تالابی آفریقایی
سنقر تالابی آفریقایی (نام علمی: Circus ranivorus) پرنده‌ای شکاری وابسته به سردهٔ سنقرهای تالابی (Circus) است. عمدتاً در زیستگاه‌های تالابی در جنوب، مرکز و شرق آفریقا از شمال آفریقای جنوبی تا سودان جنوبی ساکن است.
جمعیت آن به دلیل زهکشی و سدسازی زیستگاه‌های تالاب، چرای بی‌رویه و آشفتگی‌های انسانی و احتمالاً مسمومیت با آفت‌کش‌ها در حال کاهش است.